# カンリン

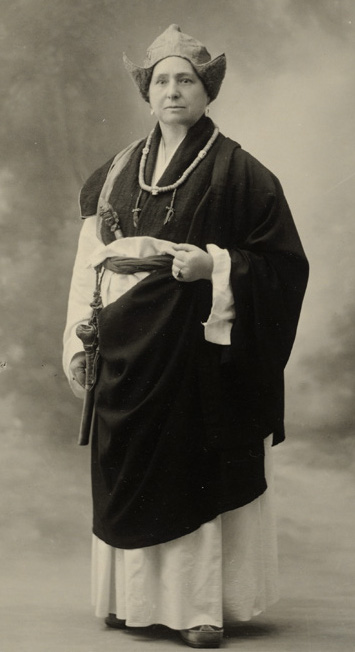
1933年チベットにて、腰にカンリンをつけたアレクサンドラ・デイヴィッド＝ニール

カンリン（チベット語: རྐང་གླིང་།、ワイリー方式: rkang-gling）はチベット語で「脚の笛」を意味する気鳴楽器である。多くは人間の大腿骨でつくられる が、木製のものも存在する。2本1組でチベット仏教の葬式や儀式に用いられる。

## 製法
亡くなった人間の大腿骨または脛骨 を切り、金属製のマウスピースを取り付ける。犯罪者や非業の死を遂げた人の大腿骨が好まれるが、尊敬する僧侶のものも用いられる。

## 儀式
カンリンは、寺院の外でチュウ・ダマルと鐘を使って行われるチベット仏教のチュウの儀式で、プルバなどの儀式用の道具と一緒に使われる。